# Liste des organisations végétariennes
Ceci est une liste d'organisations végétariennes ou véganes. Les organisations végétariennes sont situées dans de nombreux endroits et régions du monde. Leur objectif principal est de promouvoir le végétarisme auprès du public ainsi que de soutenir et de mettre en relation les individus et les organisations qui pratiquent, promeuvent ou approuvent le végétarisme.
La plus grande organisation végétarienne au monde est l'Union végétarienne internationale (IVU), qui agit en tant qu'organisation faîtière de liaison.
| Nom (abréviation)                                        | Date de fondation | Région            | Notes |
| -------------------------------------------------------- | ----------------- | ----------------- | --- |
| American Vegan Society (en)                              | 1960              | États-Unis        | Organisateur du Congrès Végétarien Mondial de 1975, où la Société végétarienne nord-américaine (NAVS) a été organisée. |
| American Vegetarian Association (AVA)                    | 1850              | États-Unis        | L'AVA originale a existé de 1850 à 1861. L'AVA actuelle a été fondée en 1999. |
| Association végétarienne de France (AVF)                 | 1994              | France            | |
| Bulgarian Veg Society                                    | 2009              | Bulgarie          | |
| Christian Vegetarian Association (CVA) (en)              | 1999              | Monde             | Fondée aux États-Unis |
| Nederlandse Vereniging voor Veganisme (NVV) (nl)         | 1978              | Pays-Bas          | Avant connue sous le nom Veganistenkring and Vereniging Veganisten Organisatie |
| Earthsave                                                | 1988              | États-Unis Canada | |
| Ethisch Vegetarisch Alternatief (nl) (EVA)               | 2000              | Belgique          | Fondée par Tobias Leenaert. |
| European Vegetarian Union (EVU)                          | 1988              | Union européenne  | Fondée aux Pays-Bas, actuellement basée en Autriche |
| Société végétarienne de France                           | 1882              | France            | Fondée à Paris, dissoute en 1921. |
| Food for Life Global (en)                                | 1974              | Monde             | Fondée en Inde, actuellement basée en Slovénie |
| Union végétarienne internationale (IVU)                  | 1908              | Monde             | Fondée en Allemagne, actuellement basée au Royaume-Uni |
| Associazione vegetariana italiana (AVI)                  | 1952              | Italie            | |
| Jewish Veg (en)                                          | 1975              | Amérique du Nord  | Avant connue sous le nom Jewish Vegetarians of North America |
| Movement for Compassionate Living (MCL)                  | 1984              | Royaume-Uni       | Publie un journal trimestriel, New Leaves |
| North American Vegetarian Society (en) (NAVS)            | 1974              | Amérique du Nord  | |
| Peepal Farm (en)                                         | 2014              | Inde              | |
| Physicians Committee for Responsible Medicine (en)(PCRM) | 1985              | États-Unis        | |
| ProVeg Deutschland (de).                                 | 1892              | Allemagne         | Fondée sous le nom Vegetarierbund Deutschland (VEBU), puis renommée en 2017 lorsqu'elle a intégré ProVeg International |
| ProVeg Netherlands (nl)                                  | 2011              | Pays-Bas          | Fondée sous le nom Viva Las Vega's (VLV), renommée en 2018 lorsqu'elle a intégré ProVeg International |
| ProVeg International (en)                                | 2017              | Monde             | Basée à Berlin, elle est l'organisation de coordination de toutes les organisations ProVeg. |
| Sociedade Vegetariana Brasileira                         |                   | Brésil            | |
| Swissveg (en)                                            | 1993              | Suisse            | Connue sous le nom Schweizerische Vereinigung für Vegetarismus jusqu'en 2014 |
| The Vegan Society                                        | 1944              | World             | Fondée et basée au Royaume-Uni |
| Tibetan Volunteers for Animals (TVA)                     | 2000              | Chine Inde        | |
| Toronto Vegetarian Association (en) (TVA)                | 1945              | Canada            | |
| Vegan Awareness Foundation (en)                          | 1995              | États-Unis        | Aussi connu sous le nom Vegan Action |
| Vegan Ireland: The Vegan Society of Ireland              | 2009              | Irlande           | |
| Vegan Outreach (en)                                      | 1993              | États-Unis        | |
| Vegan Prisoners Support Group (en) (VPSG)                | 1994              | Royaume-Uni       | |
| Vegetarian society of Bangladesh                         |                   | Bangladesh        | |
| Vegan World Alliance (VWA)                               | 2019              | Monde             | |
| Vegane Gesellschaft Österreich (VGÖ)                     | 1999              | Autriche          | Présidée par Felix Hnat |
| VegeProject Japan                                        | 2013              | Japon             | Organisation japonaise à but non lucratif dédiée à la création d'une société dans laquelle les options végétariennes seraient disponibles de partout, au moyen de la coopération avec les entreprises, les institutions scolaires, le gouvernement et les organisations internationales. |
| Vegetarian Society                                       | 1847              | Royaume-Uni       | |
| Vegetarian Society (Singapore) (en) (VSS)                | 1999              | Singapour         | |
| Viva! Health (en)                                        | 1994              | Royaume-Uni       | |
| Association végétarienne espérantiste mondiale           | 1908              | Monde             | Fondée en Allemagne |

## Campagnes et événements
- Journée sans viande
- Lundi sans viande
- Semaine végétarienne
- Fierté végétarienne
- Journée mondiale des végétaliens
- Journée mondiale des végétariens